# Epipedon
L'epipedon (dal greco epi, sopra, e pedon, suolo) è l'orizzonte che si forma alla superficie di un suolo, e nel quale la struttura della roccia madre è talmente modificata da non riconoscersi più; si presenta inoltre con colori resi più scuri dalla presenza di sostanza organica.
È importante notare che un epipedon non è necessariamente coincidente con un orizzonte A, dato che può comprendere anche (tutto o in parte) l'orizzonte B sottostante, a patto che quest'ultimo presenti iscurimenti cromatici imputabili all'arricchimento in sostanza organica.
Un orizzonte può trovarsi improvvisamente alla superficie in seguito a troncamenti del suolo, come ad esempio può succedere in seguito a sbancamenti; tecnicamente parlando, questo non è un epipedon dal momento che la sua formazione non è avvenuta nelle immediate vicinanze della superficie di un suolo. All'opposto, in caso di un suolo sepolto, l'orizzonte che ne costituiva l'epipedon non viene considerato come epipedon, ma viene trattato in una maniera diversa.